# Tři útěky z Korintu
Tři útěky z Korintu je název českého vydání dobrodružného historického románu pro mládež Diossos (1950), který napsal polský spisovatel Witold Makowiecki. Román volně navazuje na předcházející autorovu knihu Příhody Řeka Melikla (1947, Przygody Meliklesa Greka) a jeho děj se opět odehrává ve starověkém Řecku v 6. století př. n. l..

## Obsah románu
V knize se opět setkáme s hrdiny z románu Příhody Řeka Melikla, tedy především s samotným Meliklem, dále s jeho švagrem Polinikem i se žvanivým, ale v jádru dobrým námořníkem Kaliem. Ti však hrají spíše epizodní roli. Hlavním hrdinou románu je dvanáctiletý chlapec z Korintu Diossos, který se Meliklem a Polinikem při jejich návštěvě Korintu spřátelí. Při této návštěvě se také Polinikos zamiluje do jeho sestry Euklei.
Když má být Diossos i se svou rodinou prodán do otroctví kvůli tomu, že jeho bezcitný otčím není schopen splatit krutému boháči Choreovi své dluhy, podaří se mu z Korintu uprchnout a vydat se se svým psem Argosem na strastiplnou cestu za svými přáteli na ostrov Samos poblíž Milétu, kde se Melikles a Polinikos usadili. Když jej zajmou pátrači po otrocích, Argos je napadne a pomůže tak Diossovi k útěku. Pak Diossos padne do rukou pirátů. Těm ale velí bývalý galejník Vejanus, který rovněž vystupoval v Příhodách Řeka Melikla. Protože je Meliklovi zavázán za to, že mu pomohl ke svobodě, pomůže Diossovi dostat se na Samos. 
Polinikos za velkých obětí sežene požadovaných dvě stě drachem na zaplacení dluhu Choreovi a vydá se s Diossem do Korintu. Zde zaplatí dluh a za to má být osvobozena Diossova matka se dvěma dětmi. K jeho zděšení však tím druhým dítětem není Euklea ale uprchlý Diossos. Dozví se, že Eukleu Choreos již prodal fénickému vládci na Kypru Hiranovi. Polinikos šílený bolem napadne stráže ve vězení a pak se mu podaří uprchnout. Dostane se na svou loď a Disossos zapálí strážní bárku, aby jej nemohla pronásledovat. Vzápětí je stažen na zem a poslán do vězení.
Polinikos se dostane zpět na Samos a zorganizuje záchrannou výpravu, které se účastní i Melikles a později i Kalios. Na cestě jsou přepadeni piráty vedenými Vejanem. Když Vejanus zjistí, koho přepadl, nabídne jim svou pomoc. 
Diossos je prodán do otroctví. Na loď, se kterou se svým novým pánem z Korintu odjíždí, se nalodí i Choreos s Eukleou, aby ji odvezl jejímu novému vlastníkovi. Vše však byl Vejanův úskok, protože loď patří jemu. Diossos s Eukelou jsou osvobozeni a na lodi se setkají s Meliklem a Polinikem. Vejanus srazí Chorea z lodi do moře pod vesla galéry. Všichni se pak vrátí do Milétu, a když Korint požádá o jejich vydání, odjíždějí v čele osadníků založit novou řeckou osadu u Euxeinského moře poblíž perských hranic na základě doporučení Meliklova přítele Nehurabheda, který byl jeho průvodcem a otcovským přítelem v Příhodách Řeka Melikla.

## Česká vydání
- Tři útěky z Korintu, SNDK, Praha 1961, přeložila Věra Jersáková, znovu  Albatros, Praha 1975.